# 陈先 (生物学家)
陈先，中华人民共和国教育部长江学者讲座教授，北卡罗来纳大学生物化学和生物物理系教授、北卡罗来纳大学生物化学和生物物理系教授，主要从事免疫学、分子生物学技术等方面的研究工作。